# Banco Nacional de la República de Abjasia
El Banco Nacional de la República de Abjasia (en abjasio: Аҧсны Аҳәынҭқарра Амилаҭтә Банк, en ruso: Национальный банк Республики Абхазия), también conocido por la forma abreviada de Banco de Abjasia (en ruso: Банк Абхазии) es el banco central de la República de Abjasia. Fue fundado por decreto presidencial el 11 de febrero de 1995.
La sede central del banco está situada en un edificio de arquitectura constructivista en la calle Leon de Sujumi, la capital abjasia. Para el establecimiento del banco, se utilizó la estructura del Banco Central de la URSS (Gosbank) en el territorio de la República Autónoma Soviética de Abjasia.

## Funciones del banco
Debido al uso del rublo ruso en Abjasia, el Banco Nacional de Abjasia ejercita poco control sobre la inyección de moneda en la economía abjasia, y casi no tiene influencia en el valor de la moneda rusa. Sus principales objetivos son el registro de bancos comerciales y la realización de préstamos a los mismos.
Las funciones declaradas del banco son las siguientes:
- El desarrollo y dirección, en cooperación con el gobierno de la República de Abjasia, de la política monetaria del país.
- Implementar la emisión de moneda y dirigir su manejo.
- Es el último recurso crediticio para las entidades de créditos y orgranización del sistema de refinanciación.
- Establece las normas de establecimiento de bancos en la República de Abjasia.
- Establece las normas bancarias, de cuentas e informes del sistema bancario.
- Implementa el registro estatal de organizaciones crediticias.
- Concede y revoca las licencias de funcionamiento para instituciones crediticas y organizaciones relacionadas con su auditoría.
- Supervisa y monitoriza las actividades de las organizaciones de crédito.
- Registra los temas relacionados con la seguridad de los tipos de interés de las entidades de préstamo, de acuerdo con la ley.
- Ejercita por sí misma o a invitación del gobierno de la República de Abjasia todo tipo de operaciones bancarias requeridas para las grandes operaciones del Banco de Abjasia.
- Implementa regulaciones monetarias, incluyendo las operaciones de compra y venta de moneda extranjera, estableciendo el cambio de las monedas extranjeras.
- Organiza e implementa controles de cambio de moneda, de acuerdo con las leyes de la República de Abjasia.
- Organiza y ejecuta medidas de prevención del lavado de moneda procedente del crimen o financiación del terrorismo.
- Participa en el desarrollo de los presupuestos de la balanza de pagos, y organiza los pagos de la República de Abjasia.
- Realiza análisis y previsiones de la economía de la República de Abjasia, especialmente en los campos monetario y financiero, publicando información relevante y datos estadísticos.

## Coordinación con el Banco Central de Rusia
Después del levantamiento de sanciones que siguió a la Declaración de independencia de Kosovo en el 2008, el gobierno de la República de Abjasia propuso la apertura de una cuenta del Banco de Abjasia en la sucursal del Banco Central de Rusia en Sochi y la autorización del Banco Central ruso de préstamos blandos al Banco de Abjasia.

## Emisión de moneda
El parlamento de la república aprobó el 10 de abril la propuesta del Banco de Abjasia de la ley "sobre la introducción en circulación en el territorio de la República de Abjasia monedas conmemorativas en metales preciosos", para emitir monedas en conmemoración del 15 aniversario de la independencia de Abjasia, fijada para el 30 de septiembre de 2008. Las monedas tendrán un costo real y serán vendidas a precios aproximados al costo de los metales preciosos que contengan (oro, plata y platino).

## Estructura
El banco tiene 7 funcionarios, incluidos el presidente del consejo de administración, nombrado por el Consejo Nacional de la República de Abjasia. La primera presidenta del consejo fue Emma Kapitonovna Tania (Эмма Капитоновна Тания), y desde 2005 fue Ilarión Argun (Илларион Аргун).